# Sécurité Internet

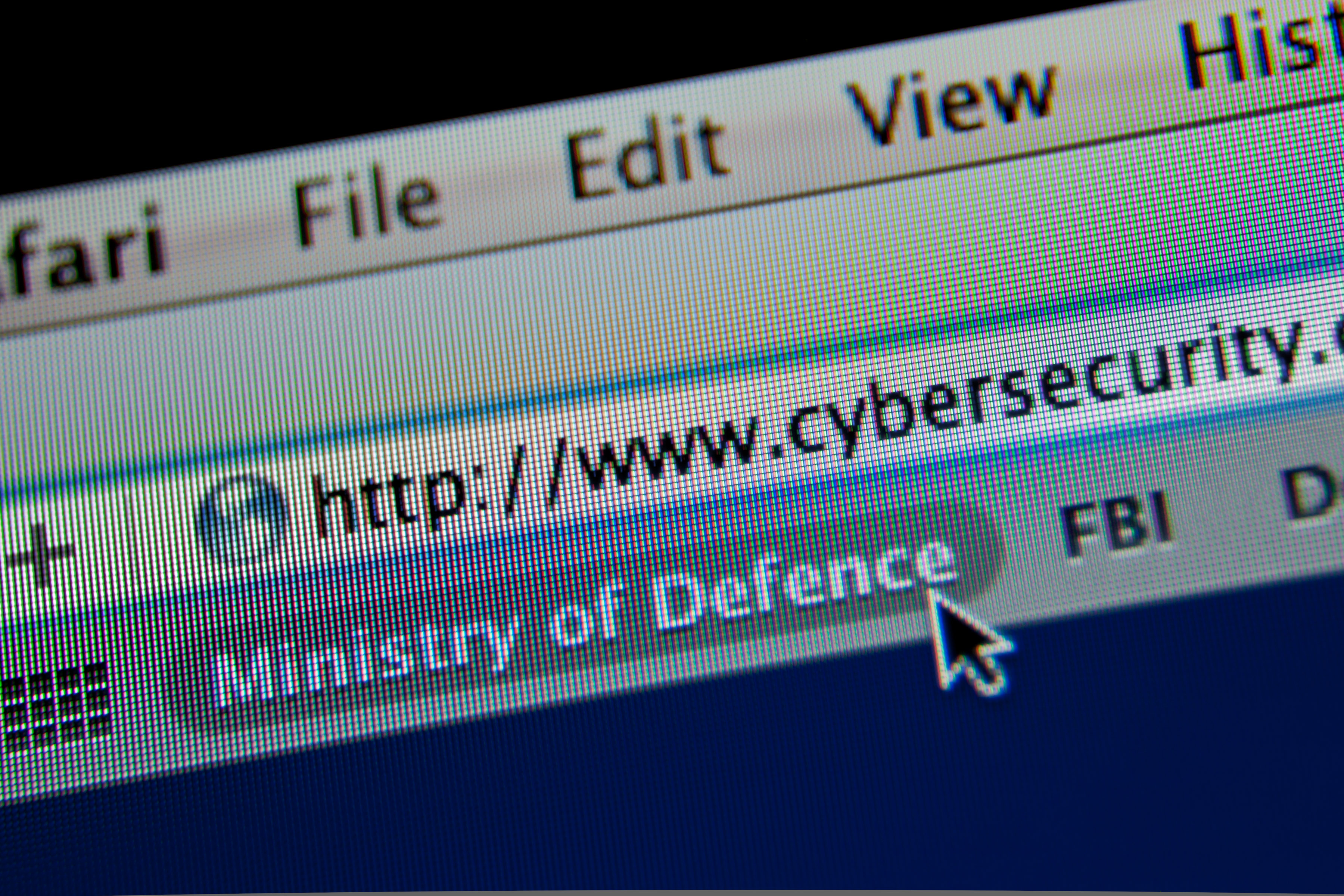
Cyber-sécurité au Ministre de la Défense

La sécurité Internet est une branche de la sécurité informatique spécifiquement liée à l'Internet, impliquant souvent la sécurité du navigateur web, mais aussi la sécurité du réseau à un niveau plus général, car il s'applique à d'autres applications et au système d'exploitation dans son ensemble. 
Son objectif est d'établir des règles et des mesures visant à contrer les attaques sur Internet. L'Internet représente un canal non sécurisé pour l'échange d'informations conduisant à un risque élevé d'intrusion ou de fraude, tels que l'hameçonnage. Différentes méthodes sont utilisées pour protéger la transmission de données, par exemple le chiffrement ou la mise en place de pare-feu ou de tunnels réseau.

## Problématique côté client
Vu du client, la sécurité Internet concerne le navigateur web et ses failles de sécurité, mais aussi l'usage de la messagerie et des échanges de données. Des problématiques comme l'usurpation d'identité peuvent être la conséquence d'une sécurité défaillante qui a abouti à un vol de données personnelles (date de naissance, adresse postale, compte bancaire...). Une mauvaise sécurité du poste de travail peut aboutir à la diffusion de cheval de troie, et des menaces comme le détournement de mots de passe, ou un cryptage de données contre rançon.

## Problématique côté serveur
Pour les serveurs web la sécurité Internet se gère à plusieurs niveaux: au niveau réseau par le filtrage des flux ayant accès au serveur, techniquement réalisé par un pare-feu, qui typiquement ne laissera passer que le protocole http ou https; au niveau système par la mise à jour des logiciels de base et des logiciels gérant les accès des utilisateurs; au niveau applicatif par des mesures d'authentification, d'habilitation, de suivi des accès, de tracabilité des actions réalisées, etc.